# Birma na Letnich Igrzyskach Olimpijskich 1948
Birmę na Letnich Igrzyskach Olimpijskich 1948 reprezentowało 4 zawodników, byli to sami mężczyźni.

## Skład kadry

### Boks
- Maung Myo Thant
  - Waga musza - 9. miejsce

- Hardy Saw
  - Waga kogucia - 9. miejsce

### Lekkoatletyka
- Maung Sein Pe
  - Bieg na 100 m - odpadł w pierwszej rundzie eliminacyjnej
  - Bieg na 200 m - odpadł w pierwszej rundzie eliminacyjnej

### Podnoszenie ciężarów
- Maung Win Maung
  - Waga kogucia - 15. miejsce